# Sandra Lienhart
Sandra Lienhart (* 26. Mai 1966) ist eine Schweizer Managerin und war bis im August 2019 CEO der Bank Cler. Im März 2020 ist sie als Verantwortliche für den Bereich Retail in die Geschäftsleitung der Postfinance eingetreten.

## Herkunft und Karriere
Nach der kaufmännischen Lehre startete Lienhart ihre berufliche Laufbahn 1994 in der damaligen Schweizerischen Kreditanstalt (heute Credit Suisse) im Kommerzgeschäft. Dort absolvierte sie die Führungsschule des Kaufmännischen Vereins Zürich und war in diversen Führungsfunktionen tätig, unter anderem als Direktionsmitglied und Leiterin des Marktgebiets Zürich Nord. 2004 übernahm Lienhart bei der Bank Cler (ehemals Bank Coop) die Leitung des Geschäftsbereichs Vertrieb als Mitglied der Geschäftsleitung. 2008 wurde sie stellvertretende Vorsitzende der Geschäftsleitung und Mitglied der Konzernleitung der Basler Kantonalbank. 2015 schloss sie ihre Weiterbildung zum Executive Master of Business Administration HWZ an der Hochschule für Wirtschaft Zürich und der Darden Graduate School of Business Administration in den USA ab. Von 2017 bis 2019 war Sandra Lienhart CEO und Leiterin Präsidialbereich der Bank Cler AG.

## Mandate
- 2017–2019: Basler Kantonalbank, stellvertretende Vorsitzende der Konzernleitung[2][3]
- bis Juni 2020: Sihlsana AG, Vizepräsidentin Verwaltungsrat[4]
- Twint AG, Vizepräsidentin Verwaltungsrat[5]